# Volk Tour London CC Club
Volk Tour London CC Club je dvojni album v živo skupine Laibach, ki je izšel leta 2007 pri založbi Live Here Now v Združenem kraljestvu in na Irskem. Album vsebuje posnetek koncerta, ki ga je skupina izvedla 16. aprila 2007 v CC Clubu v Londonu. Disk 1 vsebuje vse skladbe z albuma Volk, razen skladbe »Vaticanae«, disk 2 pa vsebuje skladbe z drugih albumov, predvsem z albuma WAT.

## Seznam skladb

### Disk 1
| Št. | Naslov           | Dolžina |
| --- | ---------------- | ------- |
| 1.  | „Germania‟       | 4:56    |
| 2.  | „America‟        | 4:52    |
| 3.  | „Anglia‟         | 4:28    |
| 4.  | „Rossiya‟        | 4:20    |
| 5.  | „Francia, Pt. 1‟ | 2:54    |
| 6.  | „Francia, Pt. 2‟ | 1:46    |
| 7.  | „Italia‟         | 4:59    |
| 8.  | „España‟         | 3:15    |
| 9.  | „Yisrā'el‟       | 4:31    |
| 10. | „Türkiye‟        | 4:44    |
| 11. | „Zhōnghuá‟       | 4:00    |
| 12. | „Nippon‟         | 8:01    |
| 13. | „Slovania‟       | 4:42    |
| 14. | „NSK‟            | 3:25    |

### Disk 2
| Št. | Naslov              | Dolžina |
| --- | ------------------- | ------- |
| 1.  | „Tanz mit Laibach‟  | 5:03    |
| 2.  | „Alle gegen alle‟   | 4:01    |
| 3.  | „Du bist unser‟     | 5:44    |
| 4.  | „Hell: Symmetry‟    | 4:59    |
| 5.  | „Achtung‟           | 4:10    |
| 6.  | „Das Spiel ist aus‟ | 5:33    |
| 7.  | „Iturk Laibach Mix‟ | 12:14   |

## Osebje

### Laibach
- Dachauer
- Eber
- Keller
- Saliger

### Gostje
- Primož Hladnik – klaviature
- Luka Jamnik – klaviture
- Janez Gabrič – bobni
- Eva Breznikar – tolkala, spremljevalni vokal
- Nataša Ragovec – tolkala, spremljevalni vokal
- Mina Špiler – vokal, sintetizator
- Boris Benko – vokal

## Produkcija
- Zvočni inženir: Grant Austin
- Svetlobni inženir: Jernej Gustin
- Tehnični direktor: Gregor Musa
- Tehnični asistent: Damjan Bizilj
- Trženje: Miha Mohorko
- Voznik avtobusa: Andrej Romberg
- Transport: Kultour Coach Company
- Snemalci: Will Shapland in Will Shapland Mobiles
- Asistenti: David Loudoun, Chris Goddard, Joe Adams, Andy Rana, Saxon, Noggin, Iain Forsyth, MJ